# Aufgabensynthese
Die Aufgabensynthese baut auf der Aufgabenanalyse auf und fasst die Teilaufgaben nach bestimmten Kriterien zusammen (vgl. Stellenbildung), damit sie den Aufgabenträgern (Personen) zur Erfüllung übertragen werden können. Die Aufgabensynthese legt den Arbeitsablaufprozess fest und das Ergebnis der Aufgabensynthese ist die Aufbauorganisation. Diese Struktur wird in der Organisationslehre in einem Organigramm dargestellt. Den Übergang von der Aufbau- zur Ablauforganisation bilden Arbeitsanalyse und -synthese, die an die Aufgabenanalyse und -synthese anschließen.

## Dezentralisation und Zentralisation
Die in der Aufgabenanalyse gewonnenen Arbeitsteile werden in der Aufgabensynthese nach den Gliederungsmerkmalen Aufgabenträger, Sachmittel sowie Raum und Zeit zusammengefasst (Zentralisation) bzw. getrennt (Dezentralisation) Zentralisation und Dezentralisation sind voneinander abhängig, die Zusammenfassung nach einem Merkmal (z. B. Verrichtung) bedeutet gleichzeitig die Trennung nach allen anderen Merkmalen.

## Ziel
Das Ziel der Aufgabensynthese ist die Bildung von Organisationseinheiten. Die kleinste Organisationseinheit wird als Stelle bezeichnet. 
Wie viele Teilaufgaben letztendlich zu einer Stelle zusammengefasst werden, hängt von der Komplexität der Teilaufgabe ab. Stellen fassen die von einer durchschnittlichen Person zu bewältigenden Teilaufgaben zusammen. Ihnen werden sowohl Aufgaben als auch Kompetenzen und Verantwortung zugewiesen, welche sich kongruent verhalten sollten. Einfache Aufgaben und Kompetenzen bedingen auch geringe Verantwortung, während komplexe Aufgaben mit großen Kompetenzen und großer Verantwortung einhergehen. Die Schaffung und Bekanntgabe einer klaren, lückenlosen und überlappungsfreien Zuständigkeitsordnung ist Aufgabe der Stellenbeschreibung. 
Die Zusammenfassung einer Instanz und mehrerer Stellen bildet eine Abteilung. Ziel der Abteilungsbildung ist die Schaffung eines in sich geschlossenen, von anderen Abteilungen abgegrenzten Aufgabenkomplexes. Abteilungen können entweder von oben nach unten als Delegationsprozess, oder aber von unten nach oben als Zusammenfassung gebildet werden. Übernimmt eine Stelle für rangniedrigere Stellen Leitungsaufgaben so wird diese Instanz genannt. „Leitungsaufgaben setzen sich zusammen aus den Elementen „Initiative“, „Entscheidung“, „Anordnung“, „Überwachung“ und „Koordination“.“ (aus: Hoffmann, Aufbauorganisation S. 214). Die Anzahl dieser Leitungsstelle unmittelbar unterstellten Personen wird als Leitungsspanne bezeichnet.

## Ansätze zur Synthese
Analog zur Aufgabenanalyse gibt es auch bei der Aufgabensynthese verschiedene Ansätze, die Aufgaben wieder zusammenzufassen:
- Gruppierung von Aufgaben gleicher Verrichtungen an unterschiedlichen Objekten
- Zusammenfassung nach dem Objektprinzip
- Entscheidungszentralisation: Entscheidungsaufgaben werden zu besonderen Stellen zusammengefasst
- Phasenzentralisation: Bestimmung der Stellen durch die Planungs- und Kontrollaufgaben
- Verwaltungszentralisation: In der Praxis nur schwer vollständig durchführbar, da immer ein Teil der Verwaltungsaufgaben dezentralisiert bleiben muss.
- sachmittelorientierte Zentralisation: Die Gruppierung erfolgt nach den zur Verfügung stehenden Sachmitteln, wodurch eine hohe Wirtschaftlichkeit dieser Sachmittel erreicht werden kann.
- Raumzentralisation: Einteilung der Aufgaben nach räumlichen Gesichtspunkten
- personale Zentralisation: Beachtung besonderer Fähigkeiten der leitenden Person.

Im Gegensatz zur Aufgabenanalyse ist die Synthese wenig standardisiert. Erfahrung und Intuition nehmen Einfluss auf die synthetische Aufgabenbildung. Die Zusammenfassung bzw. Zentralisierung der Aufgaben ist überall dort sinnvoll, wo eine einheitliche, neutrale oder ökonomisch sinnvolle Erfüllung von Aufgaben erwünscht ist. Dezentralisation ist dort gefordert, wo die Stelle oder Abteilung durch die Komplexität der Aufgabe überfordert wäre und wenn die zur Aufgabenausführung erforderlichen Informationen dezentral leichter zugänglich sind.